# Eduardo Blanco
Eduardo Blanco (Rosario, 1897 – Rosario, 28 settembre 1958) è stato un calciatore e arbitro di calcio argentino, di ruolo difensore e centrocampista.

## Caratteristiche tecniche
Giocava come difensore o come centromediano.

## Palmarès

### Club

#### Competizioni nazionali
- Copa Intendente Nicasio Vila: 3

Rosario Central: 1915, 1916, 1917
- Copa de Honor Municipalidad de Buenos Aires: 1

Rosario Central: 1916
- Copa de Competencia Jockey Club: 1

Rosario Central: 1915